# Popis hrvatskih veleposlanika u Turskoj
Republika Hrvatska i Republika Turska održavaju diplomatske odnose od 26. kolovoza 1992. Sjedište veleposlanstva je u Ankari.

## Veleposlanici
Veleposlanstvo Republike Hrvatske u Republici Turskoj osnovano je odlukom predsjednika Republike od 18. siječnja 1993.
| Veleposlanik      | Postavljenje        | Opoziv              | Sjedište |
| ----------------- | ------------------- | ------------------- | -------- |
| Hidajet Biščević  | 1. veljače 1993.    |                     | Ankara   |
| Ivica Tomić       | 16. travnja 1996.   | 31. listopada 2000. | Ankara   |
| Amir Muharemi     | 12. rujna 2001.     | 25. listopada 2005. | Ankara   |
| Gordan Bakota     | 26. listopada 2005. | 31. prosinca 2010.  | Ankara   |
| Dražen Hrastić    | 14. veljače 2011.   | 31. kolovoza 2015.  | Ankara   |
| Željko Kuprešak   | 5. listopada 2015.  | 12. srpnja 2017.    | Ankara   |
| Hrvoje Cvitanović | 1. rujna 2018.      |                     | Ankara   |

## Vanjske poveznice
- Turska na stranici MVEP-a